# Inquisitor latifasciata
Inquisitor latifasciata là một loài ốc biển, là động vật thân mềm chân bụng sống ở biển thuộc họ Turridae.